# Московське (Славський район)
Московське (рос. Московское) — селище Славського району, Калінінградської області Росії. Входить до складу Ясновського сільського поселення.
Населення —  176 осіб (2015 рік). 

## Населення
| 2002 | 2010 |
| ---- | ---- |
| 131  | ↗176 |